# Eneritz Iturriaga
Iturriagaetxebarria  Mazaga est un nom espagnol. Le premier nom de famille, en général paternel, est  Iturriagaetxebarria ; le second, en général maternel, souvent omis, est Mazaga.
Eneritz Iturriagaetxebarria Mazaga, née le 16 septembre 1980 à Abadiano est une coureuse cycliste espagnole, professionnelle de 2001 à 2012. Elle a remporté notamment quatre titres de Championne d'Espagne du contre-la-montre et un sur route.

## Palmarès sur route
- 2002
  -  Championne d'Espagne du contre-la-montre
- 2003
  -  Championne d'Espagne sur route
  - 2e du championnat d'Espagne du contre-la-montre
  - 2e de Durango-Durango Emakumeen Saria
- 2004
  - 1re étape du Holland Ladies Tour
  - 5e étape du Tour d'Italie (contre-la-montre par équipes)
  - 2e du championnat d'Espagne du contre-la-montre
- 2005
  -  Championne d'Espagne du contre-la-montre
- 2006
  -  Championne d'Espagne du contre-la-montre
  - 2e du championnat d'Espagne sur route
- 2008
  - 1re étape du Trophée d'Or
- 2009
  - 3e de la Route de France
- 2011
  -  Championne d'Espagne du contre-la-montre

### Résultats sur les grands tours et les championnats du monde
| Courses                      | 2001 | 2002 | 2003 | 2004 | 2005 | 2006 | 2007 | 2008 | 2009 | 2010 | 2011 | 2012 |
| ---------------------------- | ---- | ---- | ---- | ---- | ---- | ---- | ---- | ---- | ---- | ---- | ---- | ---- |
| Tour d'Italie                | -    | -    | 12e  | 21e  | 37e  | 10e  | -    | 47e  | 60e  | -    | -    | -    |
| Tour de l'Aude               | -    | -    | 12e  | -    | 55e  | -    | -    | -    | -    | Ab.  | X    | X    |
| Grande Boucle                | 52e  | 20e  | 9e   | X    | -    | -    | 23e  | 16e  | 20e  | X    | X    | X    |
| Mondiaux sur route           | 37e  | 32e  | 30e  | 15e  | 61e  | 49e  | 72e  | 56e  | Ab.  | -    | 25e  | 35e  |
| Mondiaux du contre-la-montre | -    | -    | -    | -    | -    | 29e  | -    | 32e  | 25e  | -    | 35e  | -    |

-: N'a pas participé

Ab.: Abandon

X: Pas de course

### Classements mondiaux
| Année          | 2002 | 2003 | 2004 | 2005 | 2006 | 2007 | 2008 | 2009 | 2010 | 2011 |
| Classement UCI | 52e  | 44e  |      |      |      |      |      | 107e | -    | 332e |

## Palmarès sur piste

### Championnats nationaux
- 2007
  -  Championne d'Espagne de course aux points
  - 3e de la poursuite
- 2009
  -  Championne d'Espagne de poursuite par équipes (avec Leire Olaberría et Ana Usabiaga)
  - 2e de la course aux points